# Li Kan
Li Kan (李衎S, Lǐ KànP; 1245 ca. – 1320) è stato un pittore cinese.

## Biografia

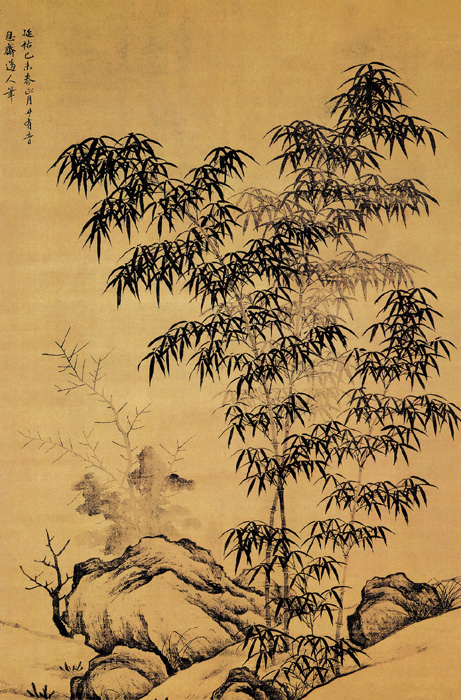
Bambù gigante e pietre

Funzionario al servizio degli Yuan, Li si appassionò a tal punto allo studio del bambù che si dimise in anticipo dalla sua carica per consacrarvisi interamente.
Scrisse un Trattato sistematico del bambù (竹譜詳錄T, 竹谱详录S, Zhú pǔ xiáng lùP) che contiene, oltre a una storia del soggetto, consigli pratici per dedicarvisi, nonché la trattazione botanica delle varie specie.
La sua raccomandazione di procedere a uno schizzo preliminare è caratteristica dalla sua minuziosità. Benché impeccabile, la sua opera pittorica manca della spontaneità a cui i letterati attribuivano tanto pregio. Una delle sue opere di maggior interesse è Bambù, rotolo in lunghezza a inchiostro su carta, ripartito tra il Gu Gong e la Nelson Gallery di Kansas City.